# Radmanci
Radmanci es un pueblo ubicado en el municipio de Berane, en Montenegro.

## Demografía
Hasta 2011 la población era de 365 habitantes, conformada por 84 hogares y 122 viviendas.
| 643                                                              | 683 | 744 | 755 | 717 | 524 | 311 | 365 |
| (Fuente: Population statistics of Eastern Europe & former USSR.) |     |     |     |     |     |     |     |

| Etnicidad                                           | Número | Porcentaje |
| --------------------------------------------------- | ------ | ---------- |
| Bosnios                                             | 279    | 89,71 %    |
| Musulmanes                                          | 28     | 9,00 %     |
| Montenegrinos                                       | 1      | 0,32 %     |
| Ucranianos                                          | 1      | 0,32 %     |
| Albaneses                                           | 1      | 0,32 %     |
| Otros                                               | 1      | 0,32 %     |
| Fuente: Republic of Montenegro. Statistical Office. |        |            |